# ココロの鍵 (より子の曲)
「ココロの鍵」（ココロのかぎ）は、より子の5枚目のシングルおよび配信限定シングル。

## 解説
2007年11月14日に発売。作詞・作曲はより子（「Time After Time」作詞・作曲はRob Hyman、Cyndi Lauper）。編曲は中村太知（「ココロの鍵」）・Fumiko Yoshii（「Time After Time」）。
前作のアルバム『second VERSE』から実に1年9ヶ月振りのCDリリースとなる新作。配信限定シングル5ヶ月連続リリースの第2弾として2007年9月19日に先行配信された。また着うた・着うたフルのみでCD未収録の音源である「ココロの鍵(ドラムレス・バージョン)」が配信された。なお、先行配信となった「ココロの鍵(オリジナル・バージョン)」「ココロの鍵(インスト)」共にCD収録のものと名称は異なっているが、音源自体は同じである。
CDの初回プレス盤特典として、より子本人が監修した「ココロの鍵」のオリジナルピアノ譜が封入されている。

## 収録曲
CD
1. ココロの鍵
  - テレビ東京系ドラマ24『死化粧師』主題歌
  - ラジオ関西『藤俊のRUN RUN ランキング CRKスーパーカウント・ダウン』2006年11月度ハチキレ・エアプレイ（エンディングテーマ）
  - ドラマ主題歌にタイアップされたのは「ほんとはね。」「HIKARI」に続き3度目。本人曰く「人のために素直に曲を書いてみようと思った」と語っているように、自身の女子高生の友人へ向けて書いた内容である。もともとは2006年11月のライブで初めて新曲として披露されたもので、度々ライブで披露されるようになった。当時は「MAY」という曲名であり、今回正式に音源化が決定するとともにタイトルを変更した。なお、ストリングスアレンジは「I share all with you」や「Vant」でもヴァイオリンを担当したNAOTOによるものである。プロモーションビデオは顔のアップが主に使用され、本人も表情だけで楽曲の世界観を表現する所謂演技は相当苦労したようだが、これについて「完成した映像を見て、新たなアーティストとしてのビジョンが見えた」と語っている。

2. Time After Time
  - シンディ・ローパーの代表曲のカバーで、本人もライブで何度もカバーしている。音源は2005年の「HIKARI」のニューヨークレコーディングの際に録られたものである。11月2日にオンエアが解禁され、自身がレギュラーを持つ『DANCING GROOVE!〜HOT JAM〜 FASHION ROCK』（FM Yokohama）にて初めて音源が公開された。

3. ココロの鍵(instrumental)

配信
1. ココロの鍵(オリジナル・バージョン)
2. ココロの鍵(インスト)

着うた限定配信
1. ココロの鍵(ドラムレス・バージョン)
バージョン名通り、オリジナル・バージョンの音源からドラムとパーカッションの音だけを抜いたもの。ドラムサウンドが抜けたことでオリジナルバージョンよりもクラシカル的要素が強い。